# Karl Hass
Karl Hass (Kiel, 5 ottobre 1912 – Castel Gandolfo, 21 aprile 2004) è stato un militare e criminale di guerra tedesco, maggiore delle SS durante la seconda guerra mondiale e, successivamente, un agente segreto al servizio degli Stati Uniti, condannato all'ergastolo per l'eccidio delle Fosse Ardeatine.

## Biografia
Nato da una famiglia di condizioni modeste nella città baltica di Kiel, grazie anche alla sua discreta conoscenza della lingua italiana fu inviato durante la guerra ad operare in Italia, dove partecipò a diverse operazioni del Sicherheitsdienst nazista (lo SD, il servizio segreto delle SS), della quale era membro sin dal 1934, tra le quali la cattura di ministri e personalità italiane legate alla caduta di Benito Mussolini il 25 luglio del 1943, la cattura della principessa Mafalda di Savoia e, agli ordini di Herbert Kappler, la preparazione ed esecuzione dell'eccidio delle Fosse Ardeatine (in cui, su ordine di Kappler, uccise personalmente due persone per «dare l'esempio» ai sottoposti).
Immediatamente arruolato alla fine della guerra dai servizi segreti degli Stati Uniti, operò lungamente e con falsa identità in funzione anticomunista in Italia ed in Europa.

### Attività durante la seconda guerra mondiale
Entrato appena ventiduenne nel servizio segreto delle SS, Hass fu presto notato dai superiori per la sua spietatezza, il che gli permise di ottenere successive promozioni di grado. Dopo la caduta del regime fascista nell'estate del 1943, fu inviato a Roma come ufficiale del controspionaggio, con l'incarico iniziale di organizzare una rete clandestina di operatori radio e di sabotatori che avrebbe dovuto entrare in azione dietro le linee alleate che avanzavano nell'Italia centro meridionale, in particolare dopo l'eventuale liberazione di Roma.

Hass dirigeva il reparto delle SS incaricato dello spionaggio all'estero (Amt VI dell’Außenkommando Rom der Sicherheitspolizei und des SD), con sede nell'ambasciata tedesca a Roma (allora con sede in Villa Wolkonsky).
La mattina del 23 settembre 1943 Hass convocò con urgenza la principessa Mafalda di Savoia presso l'ambasciata tedesca a Roma, con il falso pretesto di metterla in contatto telefonico con il marito, il langravio Filippo d'Assia, che asseritamente la chiamava da Kassel, in Germania: tuttavia, Filippo era già stato arrestato e rinchiuso nel campo di concentramento di Flossenbürg. Si trattava, in realtà, di un tranello teso al fine di trarre in arresto in modo del tutto discreto la figlia del re Vittorio Emanuele III, rientrata fortunosamente il giorno precedente dalla Bulgaria, ove si era recata ad assistere la sorella Giovanna di Savoia e per partecipare ai funerali del di lei marito, re Boris III di Bulgaria. Mafalda aveva appena fatto in tempo a riabbracciare i figli, riparati in Vaticano sotto la protezione di monsignor Giovanni Battista Montini (il futuro papa Paolo VI), in occasione della fuga del re Vittorio Emanuele III, padre di Mafalda, dalla capitale italiana nella notte tra l'8 e il 9 settembre 1943. Mafalda era giunta a Roma incurante dei gravissimi rischi che pendevano sul suo capo, come figlia del re che, agli occhi di Hitler, si era macchiato dei peggiori tradimenti, dal colpo di Stato consumato ai danni di Mussolini, all'armistizio siglato con gli Alleati.
Mafalda, tuttavia, in quanto cittadina e principessa tedesca in virtù di matrimonio, era certa che i nazisti l'avrebbero per questo rispettata e si recò fiduciosa al fatale appuntamento e fu arrestata da Hass, indi caricata su un aereo e trasferita via Monaco di Baviera a Berlino e quindi rinchiusa nel lager di Buchenwald, ove trovò la morte neanche un anno dopo, il 28 agosto 1944 a seguito degli stenti e delle ferite riportate durante un bombardamento aereo alleato.

Sebbene in ragione dell'ufficio del quale era responsabile, Karl Hass non fosse alle dirette dipendenze del tenente colonnello (Obersturmbannführer) delle SS Herbert Kappler, questi coinvolse Hass direttamente in diverse operazioni a lui affidate, come avvenne nell'ottobre del 1943 in occasione della cattura e deportazione di oltre 1259 ebrei romani verso il campo di sterminio di Auschwitz, da cui sopravvissero solo 16 di essi (15 uomini e una donna).
Il 24 marzo 1944 a Roma, a seguito dell'attentato partigiano di via Rasella, nel quale morirono 33 soldati altoatesini del Polizeiregiment "Bozen", Hass, sotto la direzione di Kappler e in collaborazione con il capitano delle SS (con incarichi di polizia e dipendente da Kappler) Erich Priebke, coordinò la preparazione e prese parte attiva all'eccidio delle Fosse Ardeatine, ove i tedeschi uccisero per rappresaglia 335 italiani, il più giovane dei quali aveva soli 15 anni.

### Dopoguerra
Alla fine della seconda guerra mondiale Hass, definito molti anni più tardi da un poliziotto italiano sfuggente come un'anguilla, riuscì a scampare alle conseguenze delle inchieste penali sui crimini di guerra commessi dai nazisti promosse nell'immediato dopoguerra, prima dagli Alleati, e poi dalle autorità italiane.
In realtà la sua capacità di rimanere libero e impunito fu dovuta al fatto di essere stato reclutato nel 1947 (la sua scheda di arruolamento riporta la data del 15 dicembre) dal colonnello statunitense Joseph Peter Luongo, responsabile del CIC (Counter Intelligence Corps) di Bolzano e collegamento tra lo stesso e il Ministero dell'interno italiano.
Rientrato a Roma utilizzando documenti falsi a nome Giustini, alloggiando inizialmente in un convento, ebbe l'incarico di svolgere compiti informativi di contrasto alla minaccia comunista; in previsione di una vittoria del Fronte Democratico Popolare nelle elezioni politiche del 1948, si attivò per mettere in contatto l'estrema destra romana con i servizi segreti americani, al fine di preparare un piano di occupazione dei principali edifici pubblici e del trasmettitore radio di Monte Mario, da mettere in esecuzione in caso di vittoria elettorale delle sinistre.
All'inizio degli anni cinquanta, rientrato in Austria, continuò a lavorare per i servizi segreti militari statunitensi all'interno di Radio Free Europe e sì occupò anche della preparazione di agenti tedeschi presso una scuola di spionaggio statunitense anch'essa sita in Austria.
Nel 1953, grazie a certificazione evidentemente falsa emessa dalle autorità della Repubblica Federale tedesca, riuscì a farsi passare per morto.
Negli anni sessanta venne interessato in attività informative riguardanti il terrorismo altoatesino, venendo contemporaneamente tutelato da funzionari del Ministero dell'interno italiano (nelle persone di Gesualdo Barletta ed Ulderico Caputo).
Nel 1962 il tribunale militare di Roma emise una sentenza di non luogo a procedere per 11 persone coinvolte nell'eccidio delle Fosse Ardeatine, tra cui Hass, essendo gli stessi "irrintracciabili"; questo nonostante lo stesso vivesse all'epoca in Italia.
Nel 1969 recitò come comparsa, nei panni di un milite delle SA, nel film La caduta degli dei di Luchino Visconti.
Il suo nome venne alla ribalta per la prima volta nel 1983, quando il giudice istruttore Carlo Palermo lo indagò in relazione alla scomparsa dell'oro della Banca d'Italia, razziato dai tedeschi nei forzieri dell'Istituto di emissione in via Nazionale a Roma durante l'occupazione della capitale, prima di abbandonare la città nell'estate del 1944. Secondo l'ipotesi investigativa del giudice italiano, l'oro avrebbe potuto essere stato occultato presso Fortezza, in Alto Adige.

Le approfondite indagini sul suo conto avviate a seguito del suo coinvolgimento nel processo contro il suo collega nazista Erich Priebke nel 1996, stabilirono che Hass non si era mai allontanato definitivamente dall'Italia, dove aveva vissuto per decenni quasi indisturbato, utilizzando nomi falsi (in un primo tempo Steiner e, successivamente come sopra riportato, Rodolfo Giustini), per poi tornare ad impiegare il suo vero nome, e risiedendo per anni ad Albiate (Milano), regolarmente presente nell'elenco telefonico come domiciliato in una villetta in via Antonio Gramsci 9.

Quando, nell'estate del 1996, gli agenti della DIGOS andarono a prelevarlo presso tale indirizzo, come fu accertato poi, Hass aveva lasciato il suo domicilio da circa tre ore e si era rifugiato a Ginevra in Svizzera, presso l'abitazione della figlia Enrica. Dalla città svizzera Hass condusse una lunga trattativa con la Procura militare di Roma sino a che decise di tornare in Italia spontaneamente per deporre in tribunale al processo nel quale era imputato Erich Priebke.
Tuttavia, verso fine ottobre 1996, poco prima di rendere la sua testimonianza, Hass tentò di fuggire dalla finestra dell'albergo presso il quale era ospitato, procurandosi serie ferite, per le quali fu ricoverato in una clinica di Grottaferrata. A causa di questo episodio (Hass aveva trattato il suo rientro in Italia al fine di deporre, ma cercava di sfuggire a tale impegno), il procuratore militare Antonino Intelisano ne chiese il rinvio a giudizio nell'ambito del medesimo processo nel quale era chiamato a testimoniare.
Karl Hass fu quindi processato per l'eccidio delle Fosse Ardeatine e, nel marzo 1998, fu condannato assieme ad Erich Priebke all'ergastolo dalla corte militare di appello di Roma. Tale sentenza fu confermata nel successivo novembre dalla corte suprema di cassazione.
È morto all'età di 91 anni, il 21 aprile 2004, mentre scontava l'ergastolo agli arresti domiciliari presso la casa di riposo Garden di Castel Gandolfo, ove era ospitato in considerazione dell'età avanzata e delle precarie condizioni di salute. È sepolto nel cimitero comunale di Castel Gandolfo.